# Claus Eckardt
Claus Eckardt (ur. w Hamburgu) – niemiecki okulista; specjalista schorzeń siatkówki (retinolog); mikrochirurg witreoretinalny (szklistkowo-siatkówkowy), profesor.

## Życiorys
Medycynę studiował w Moguncji oraz rodzinnym Hamburgu. Dyplom otrzymał na Uniwersytecie Hamburskim. Specjalizację z okulistyki odbył w hamburskim szpitalu uniwersyteckim Allgemeines Krankenhaus St. Georg (Asklepios Klinik St. Georg). W 1983 otrzymał dyplom specjalizacyjny. Następnie przeniósł się do Kilonii, gdzie został zatrudniony jako Oberarzt w uniwersyteckiej klinice okulistycznej Uniwersytetu Chrystiana Albrechta w Kilonii. Po habilitacji awansował tam na stanowisko zastępcy dyrektora i został powołany na profesora. Z Kilonii przeniósł się do Frankfurtu nad Menem, gdzie został dyrektorem i profesorem w klinice okulistycznej w dzielnicy Höchst.
W pracy badawczej i klinicznej zajmuje się głównie: schorzeniami siatkówki, chirurgią witreoretinalną, chirurgią zaćmy (fakoemulsyfikacja) oraz leczeniem schorzeń rogówki. Autor i współautor licznych artykułów publikowanych w wiodących recenzowanych czasopismach okulistycznych, m.in. w „American Journal of Ophthalmology", „Ophthalmology", „Retina", „Journal of Cataract and Refractive Surgery" oraz „Graefe's Archive for Clinical and Experimental Ophthalmology".
Jest członkiem m.in. American Acedemy of Ophthalmology (Amerykańskiej Akademii Okulistyki, AAO), European Vitreoretinal Society (Europejskiego Towarzystwa Witreoretinalnego, EVRS), Deutsche Ophthalmologische Gesellschaft (Niemieckiego Towarzystwa Okulistycznego, DOG), Deutsche Retinologische Gesellschaft (Niemieckiego Towarzystwa Retinologicznego), American Specialist of Retinal Surgery (ASRS) oraz szwajcarskiego Klubu Julesa Gonina skupiającego specjalistów zajmujących się schorzeniami siatkówki.